# Sandy Creek (Nova York)
Sandy Creek és una població dels Estats Units a l'estat de Nova York. Segons el cens del 2000 tenia 789 habitants.

## Demografia
Segons el cens del 2000, Sandy Creek tenia 789 habitants, 311 habitatges, i 208 famílies. La densitat de població era de 213 habitants per km².
Dels 311 habitatges en un 30,2% hi vivien nens de menys de 18 anys, en un 51,8% hi vivien parelles casades, en un 11,3% dones solteres, i en un 32,8% no eren unitats familiars. En el 26,4% dels habitatges hi vivien persones soles l'11,6% de les quals corresponia a persones de 65 anys o més que vivien soles. El nombre mitjà de persones vivint en cada habitatge era de 2,54 i el nombre mitjà de persones que vivien en cada família era de 3,04.
Per edats la població es repartia de la següent manera: un 27% tenia menys de 18 anys, un 6,2% entre 18 i 24, un 28,6% entre 25 i 44, un 24,8% de 45 a 60 i un 13,3% 65 anys o més.
L'edat mediana era de 37 anys. Per cada 100 dones de 18 o més anys hi havia 90,7 homes.
La renda mediana per habitatge era de 34.167 $ i la renda mediana per família de 47.188 $. Els homes tenien una renda mediana de 35.417 $ mentre que les dones 20.000 $. La renda per capita de la població era de 17.297 $. Entorn del 12,8% de les famílies i el 17,5% de la població estaven per davall del llindar de pobresa.